# Anna Dahlqvist
Anna Birgitta Dahlqvist, född 1975 i Falun, är en svensk frilansjournalist och författare. Hon är inriktad på sexualpolitik, reproduktiv hälsa och klimatfrågor. Hon arbetade tidigare i fem år som chefredaktör för tidningen Ottar. Hon har även haft uppdrag för bland annat Sveriges radio.
Dahlqvist har skrivit reportageböckerna Bara lite blod om menspolitik i världen och I det tysta - resor på Europas abortmarknad.  Bara lite blod lyfter fram de problem som fattiga kvinnor runt om i världen upplever i samband med menstruation.
I januari 2022 gavs hennes debutroman, Det är tropiska nätter nu. Expressens Gunilla Brodrej beskriver boken som en vemodig berättelse om en människa utan filter mot det som händer vår planet, som förlorat sin möjlighet att vara komplex och som misslyckas med att söka ett botemedel för klimatångest.